# Ivan Demidov (hockeista su ghiaccio)
Ivan Alexeyevič Demidov (in russo Иван Алексеевич Демидов?; trasl. angl. Ivan Alexeyevich Demidov; Sergiev Posad, 10 dicembre 2005) è un hockeista su ghiaccio russo che gioca come ala per i Montreal Canadiens, squadra della National Hockey League.
È stato selezionato al primo giro, quinto in assoluto, dai Canadiens nel Draft NHL del 2024.

## Carriera

### Club
Dopo la sconfitta al primo turno, contro la Dinamo Minsk, ai playoff della Coppa Gagarin del 2025, a Demidov è stato rescisso il contratto dalla KHL. L'8 aprile ha quindi accettato un contratto triennale con i Montréal Canadiens e si è unito alla squadra per il resto della stagione 2024-2025.
Il 15 aprile 2025 ha fatto il suo esordio in NHL con i Canadiens, segnando un gol e servendo un assist, per un totale di 2 punti.

## Statistiche

### Club
| Stagione        | Squadra              | Comp            |    | Stagione regolare | Stagione regolare | Stagione regolare | Stagione regolare | Stagione regolare |    | Playoff | Playoff | Playoff | Playoff | Playoff |
| Stagione        | Squadra              | Comp            | PG | G                 | A                 | Pt                | PIM               | PG                | G  | A       | Pt      | PIM     |         |         |
| 2021-2022       | SKA Varyagi          | MHL             | 12 | 6                 | 8                 | 14                | 13                | -                 | -  | -       | -       | -       |         |         |
| 2021-2022       | SKA-1946             | MHL             | 13 | 4                 | 3                 | 7                 | 8                 | -                 | -  | -       | -       | -       |         |         |
| 2022-2023       | SKA Saint Petersburg | KHL             | 2  | 0                 | 0                 | 0                 | 0                 | -                 | -  | -       | -       | -       |         |         |
| 2022-2023       | SKA Varyagi          | MHL             | 3  | 0                 | 2                 | 2                 | 4                 | -                 | -  | -       | -       | -       |         |         |
| 2022-2023       | SKA-1946             | MHL             | 41 | 19                | 43                | 62                | 16                | 10                | 5  | 8       | 13      | 6       |         |         |
| 2023-2024       | SKA Saint Petersburg | KHL             | 4  | 0                 | 0                 | 0                 | 0                 | -                 | -  | -       | -       | -       |         |         |
| 2023-2024       | SKA-Neva             | VHL             | 1  | 0                 | 0                 | 0                 | 0                 | -                 | -  | -       | -       | -       |         |         |
| 2023-2024       | SKA-1946             | MHL             | 30 | 23                | 37                | 60                | 20                | 17                | 11 | 17      | 28      | 37      |         |         |
| 2024-2025       | SKA Saint Petersburg | KHL             | 65 | 19                | 30                | 49                | 22                | 6                 | 3  | 2       | 5       | 4       |         |         |
| Totale KHL      | Totale KHL           | Totale KHL      | 71 | 19                | 30                | 49                | 22                | 6                 | 3  | 2       | 5       | 4       |         |         |
| 2024-2025       | Montréal Canadiens   | NHL             | 1  | 1                 | 1                 | 2                 | 0                 | 5                 | 0  | 2       | 2       | 0       |         |         |
| Totale NHL      | Totale NHL           | Totale NHL      | 1  | 1                 | 1                 | 2                 | 0                 | 5                 | 0  | 2       | 2       | 0       |         |         |
| Totale carriera | Totale carriera      | Totale carriera | 72 | 20                | 31                | 51                | 22                | 11                | 3  | 4       | 7       | 4       |         |         |

### Nazionale
| Stagione        | Squadra         | Comp            | Statistiche | Statistiche | Statistiche | Statistiche | Statistiche |
| Stagione        | Squadra         | Comp            | PG          | G           | A           | Pt          | PIM         |
| --------------- | --------------- | --------------- | ----------- | ----------- | ----------- | ----------- | ----------- |
| 2021            | Russia U-18     | HG18            | 5           | 2           | 3           | 5           | 4           |
| 2022            | Russia          | EYOF            | 4           | 1           | 1           | 2           | 0           |
| 2024            | Russia          | COC             | 2           | 3           | 2           | 5           | 0           |
| Totale carriera | Totale carriera | Totale carriera | 11          | 6           | 6           | 12          | 4           |

## Palmares

### Club
- Charlamov Cup: 1

SKA-Neva: 2024 

### Individuale
- KHL All-Star Game: 2

2022, 2025 
- MHL All-Star Game: 1

2023 
- MVP della MHL: 2

2023, 2024 